# 塞尔维亚二战受害者纪念日
塞尔维亚二战受害者纪念日是东南欧国家塞尔维亚的法定节日，用来记录德国纳粹对塞尔维亚平民的暴行以及证明塞尔维亚人民并没有忘记历史。时间在每年的10月21日。2011年，塞尔维亚国民议会通过了《国家节假日和其他节假日法》的修正案，把每年的10月21日确定为二战受害者纪念日。2012年10月21日塞尔维亚政府举办了第一次纪念活动，此后每一年举行一届。受害者纪念日并不放假，是工作日。